# Haven van St. John's
De haven van St. John's (Engels: St. John's Harbour of Port of St. John's) is een zeehaven in de Oost-Canadese stad St. John's, in de provincie Newfoundland en Labrador. De haven wordt bestuurd door de St. John's Port Authority.
In 2016 meerden er 1.436 commerciële schepen aan in de haven die tezamen goed waren voor 1.723.625 ton aan goederen. De haven is van enorm belang voor Newfoundland, daar meer dan de helft van alle goederen langs daar het eiland bereikt. In 2016 stelde de haven 3.890 personen direct en indirect te werk en droeg ze 397 miljoen Canadese dollar bij aan het provinciale BBP.
De haven is langs de volledige omtrek afgesloten voor het publiek, behalve bij het kleine aan Water Street gelegen Harbourside Park. Op Signal Hill is er een goed uitzicht over zowel de haven als de stad.

## Geschiedenis
Reeds sinds de 16e eeuw was deze natuurlijke haven in gebruik door Europese vissers. De haven is relatief groot, maar enkel toegankelijk via een smalle doorgang (The Narrows) doorheen de hoge rotskust, waardoor ze zowel tegen het weer als militair goed beschermd is.
De haven was historisch belangrijk voor de visserij en de zeehondenjacht. In de 21e eeuw is ze uitgegroeid tot de hub voor de Newfoundlandse aardolie-industrie, evenals tot een belangrijke cargohaven.

## Galerij

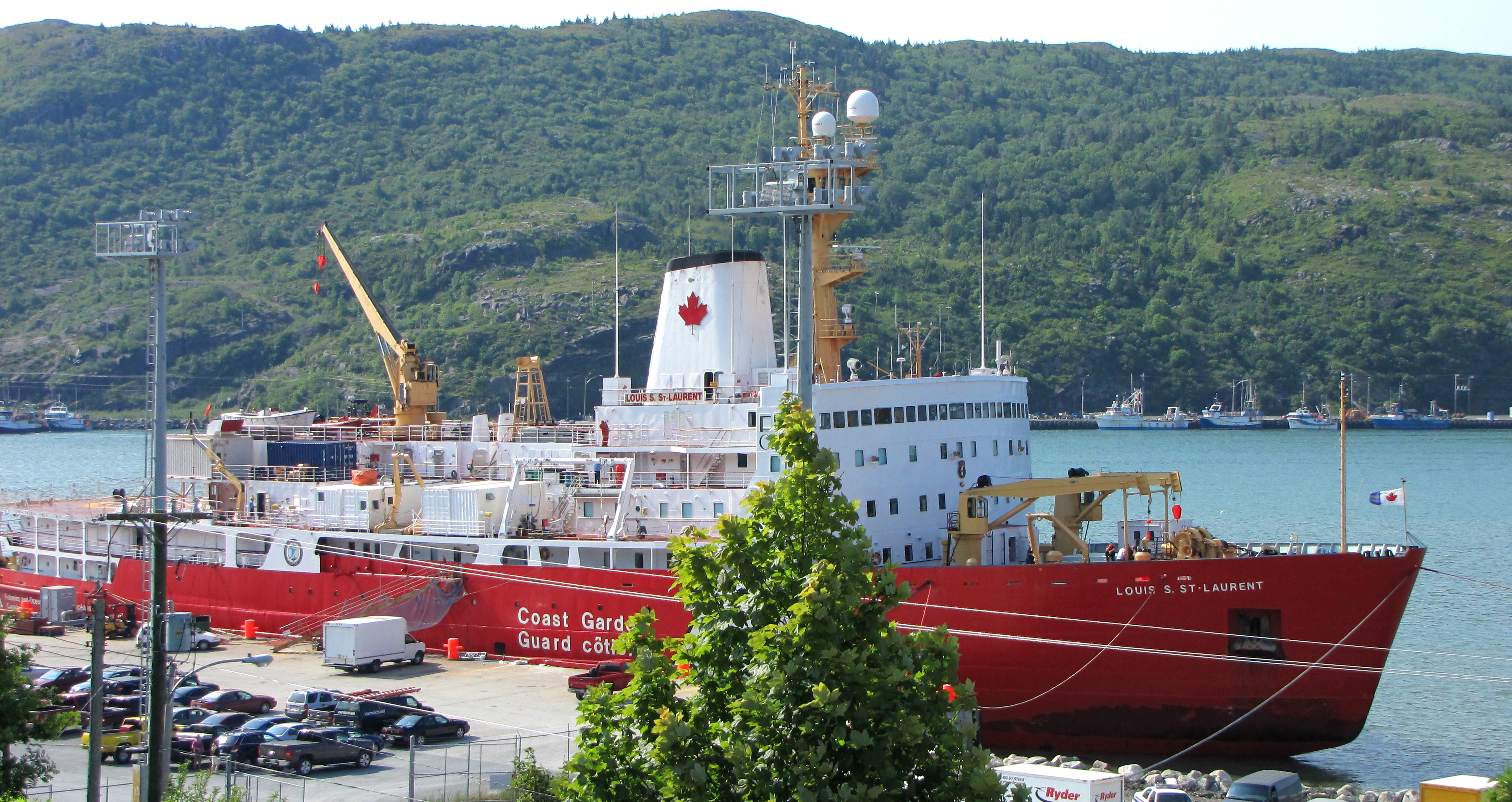
De CCGS Louis S. St-Laurent, een ijsbreker van de Canadese kustwacht, in de haven van St. John's
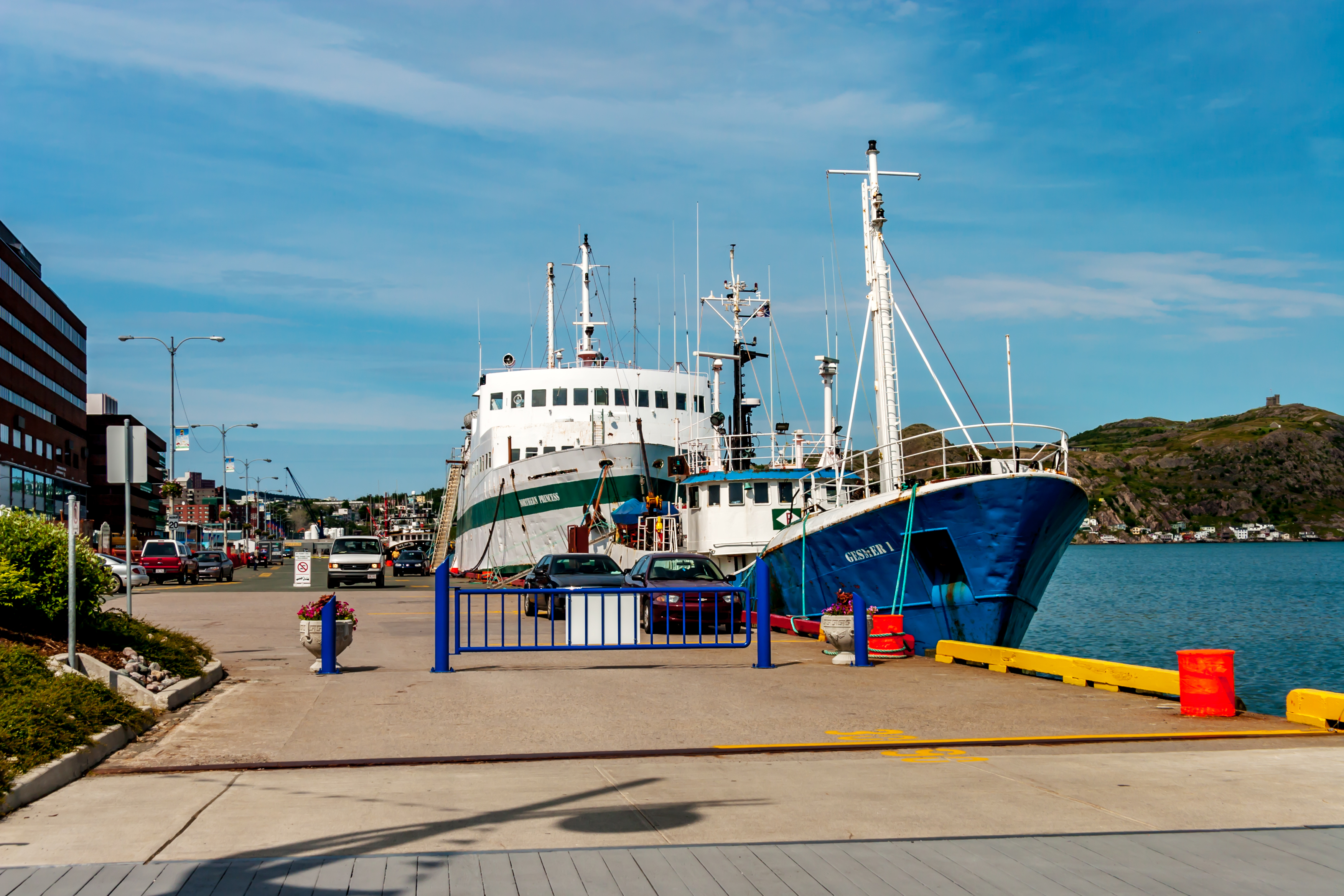
Twee schepen aan de kade
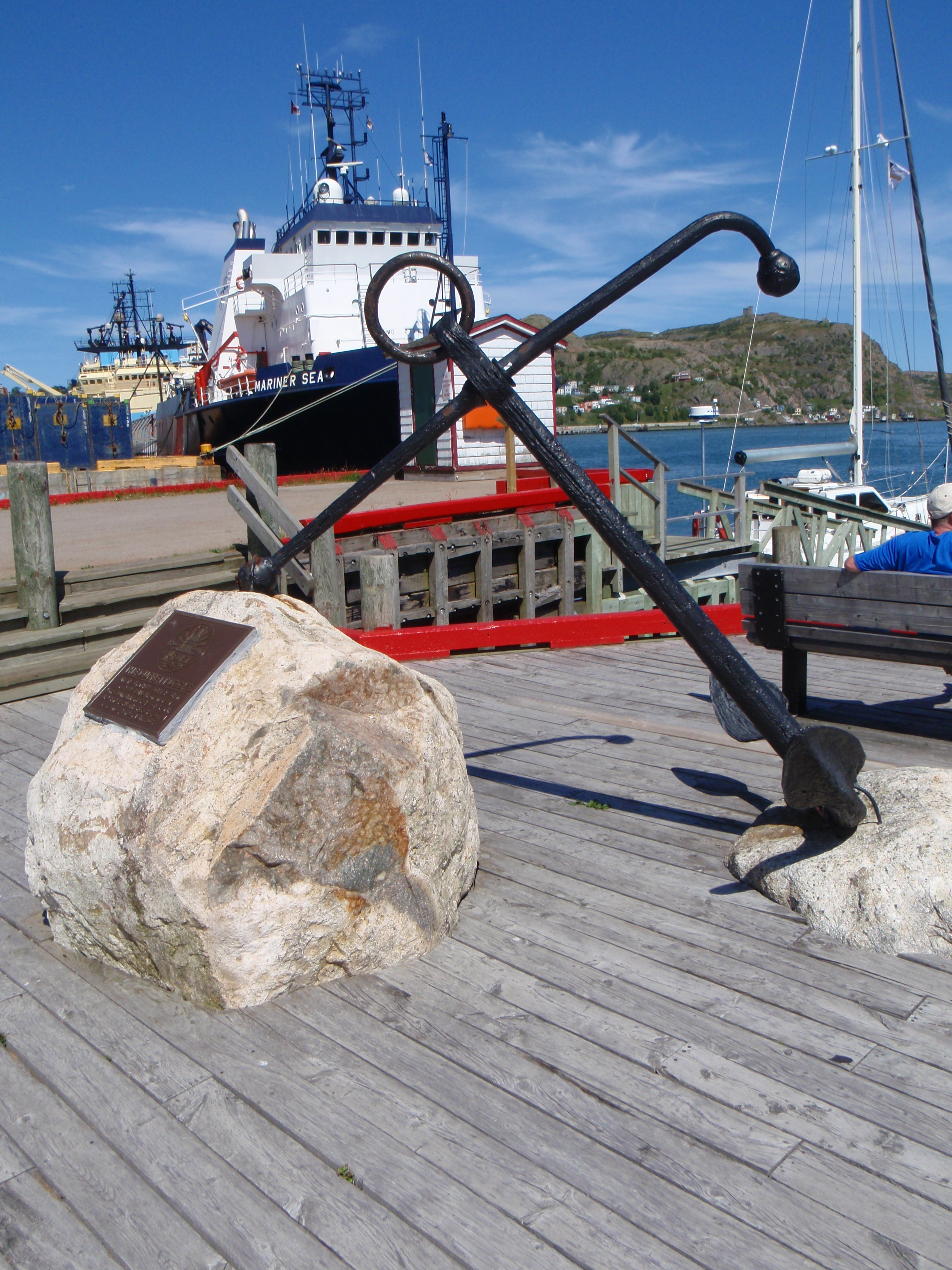
Klein monument in Harbourside Park
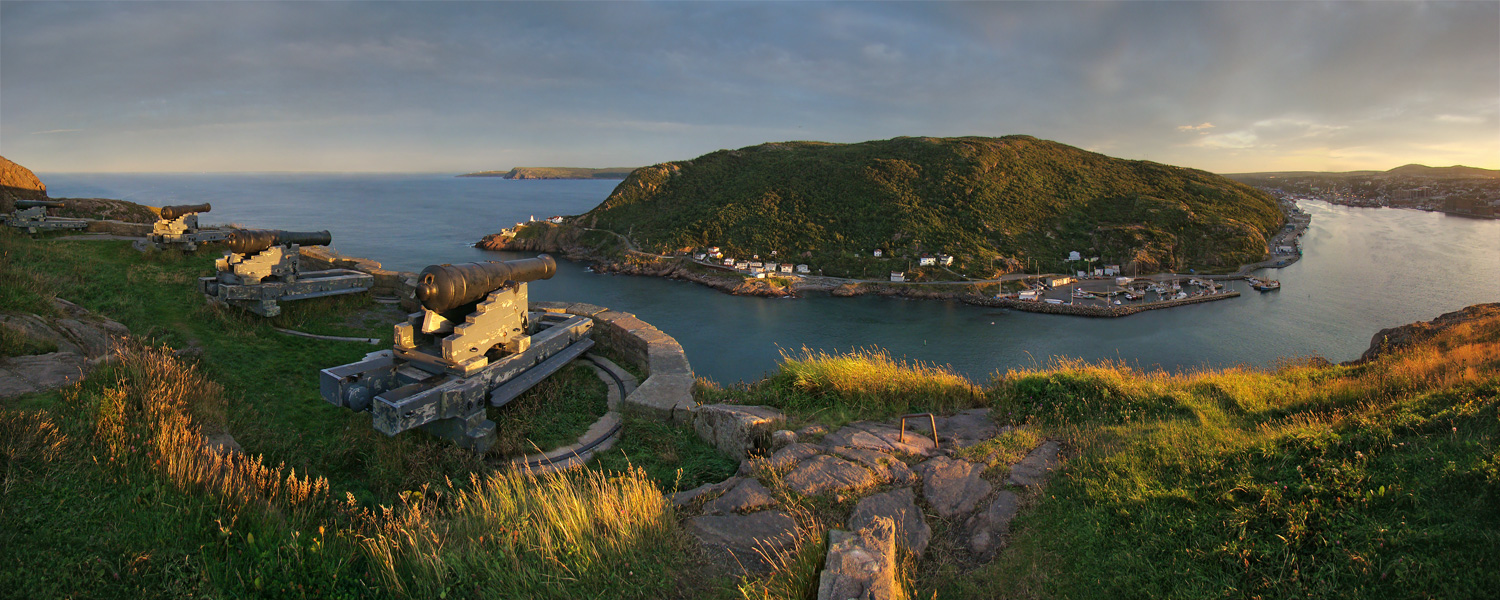
The Narrows, historisch bewaakt met kanonnen, gezien vanaf Signal Hill